# 橙色 (紋章學)
在紋章學中，除了加泰羅尼亞、南非、法國地方政府、美國軍隊之外，橙色（orange）並非常用顏色。按照紋章學的配色規則，作為非金屬顏色，橙色應該和金屬顏色搭配使用。軍事中的橙色應有足夠濃度，以和銀色或金色這兩種金屬色區分。

## 外部連結
- Heraldic tinctures （页面存档备份，存于）
- Armoria - Tinctures